# Salgjerhøj
Salgjerhøj er med en højde på 89 meter over havet det højeste punkt på Mors. Den ligger på den nordlige del af øen, lige nord for byen Flade og øst for Hanklit. I 1966 blev området omkring Salgjerhøj indlemmet i fredningen ved Hanklit, til et samlet fredet område på i alt knap 171 hektar.
For ca. 60 år siden var der en stor træbygning tæt ved det højeste punkt hvor der var restaurant, men da man ikke kunne få en spiritusbevilling blev den lukket. På et tidspunkt blev den så købt af en forening(?) og indrettet som feriebolig for børn der kom fra Gladsaxe Kommune der trængte til at komme ud fra byen.  
På det højeste punkt var der under 2. Verdenskrig opsat en luftværnskanon af tyskerne til at skyde efter fjendtlige fly med.  

## Eksterne kilder og henvisninger
- Om Hanklit og fredningen på Danmarks Naturfredningsforenings websted.

 Der er for få eller ingen kildehenvisninger i denne artikel, hvilket er et problem. Du kan hjælpe ved at angive troværdige kilder til de påstande, som fremføres i artiklen.

|  | Denne artikel om lokaliteten Salgjerhøj kan blive bedre, hvis der indsættes et (bedre) billede. Du kan hjælpe ved at afsøge Wikimedia Commons for et passende billede eller lægge et op på Wikimedia Commons med en af de tilladte licenser og indsætte det i artiklen. |

56°53′38.83″N 8°47′10.73″Ø / 56.8941194°N 8.7863139°Ø